# Boggabilla
Boggabilla – miasto w Australii, w stanie Nowa Południowa Walia.